# Грестль
Грестль (від нім. rosten — смажити) — традиційна страва австрійської кухні. Характерна для Тіроля. Готується з картоплі, смаженої на вершковому маслі з яловичиною, копченою свинячою грудинкою, помідорами, зеленню та спеціями (сіль, перець, кмин, майоран). Грестль часто подають із яєчнею.